# Aya Ishiguro
Pour les articles homonymes, voir Ishiguro.
Aya Ishiguro (石黒彩, Ishiguro Aya, née le 12 mai 1978) à Sapporo, Hokkaidō au Japon est une ex-idole japonaise, chanteuse et actrice au sein de Morning Musume et du Hello! Project de 1997 à 2000.

## Biographie
Aya Ishiguro débute en 1997 après un concours d'auditions lors de l'émission télévisée Asayan, en tant que membre fondatrice du populaire groupe de J-pop féminin Morning Musume, et fait aussi partie en parallèle de son sous-groupe Tanpopo. En 1998, avec ses collègues, elle joue dans une série télévisée d'une dizaine d'épisodes, Taiyō Musume to Umi, diffusée d'avril à juin, puis dans le film Morning Cop. Elle quitte ses groupes et le H!P en janvier 2000 pour épouser Shinya Yamada, batteur du groupe de rock japonais Luna Sea, et accouche de son premier enfant quelques mois plus tard. Durant les années suivantes, elle a deux autres enfants, écrit quelques livres, fait du design de mode, et participe à quelques émissions télévisées.

## Groupe
Au sein de Hello! Project
- Morning Musume (1997-2000)
- Tanpopo (1998-2000)

## Discographie

### Avec Morning Musume
Singles
- 3 novembre 1997 : Ai no Tane (愛の種?)
- 28 janvier 1998 : Morning Coffee (モーニングコーヒー?) (+ réédition de 2005)
- 27 mai 1998 : Summer Night Town (サマーナイトタウン?) (+ réédition de 2005)
- 9 septembre 1998 : Daite Hold On Me! (抱いてHOLD ON ME!?) (+ réédition de 2005)
- 10 février 1999 : Memory Seishun no Hikari (Memory 青春の光?) (+ réédition de 2005)
- 12 mai 1999 : Manatsu no Kōsen (真夏の光線?) (+ réédition de 2005)
- 14 juillet 1999 : Furusato (ふるさと?) (+ réédition de 2005)
- 9 septembre 1999 : Love Machine (LOVEマシーン?) (+ réédition de 2005)

Albums originaux
- 8 juillet 1998 : First Time (ファーストタイム?)
- 28 juillet 1999 : Second Morning  (セカンドモーニング?)

Mini-album
- 30 septembre 1998 : Morning Cop - Daite Hold On Me!  (モーニング刑事。～抱いてHOLD ON ME!～?)

(+ compilations du groupe)

### Avec Tanpopo
Singles
- 18 novembre 1998 : Last Kiss (ラストキッス?)
- 10 mars 1999 : Motto
- 16 juin 1999 : Tanpopo (たんぽぽ?)
- 20 octobre 1999 : Seinaru Kane ga Hibiku Yoru (聖なる鐘がひびく夜?)

Album original
- 31 mars 1999 : Tanpopo 1

(+ compilations du groupe)

## Divers
Livres
- septembre 2003 : Musume. Kara Mama he Ishiguro Aya no LOVE 2 Kosodate Reboryûshon (娘。からママへ―石黒彩のLOVE2子育てレボリューション?)
- 12 novembre 2004 : Kosodate Project! (子育てプロジェクト!?)
- 30 octobre 2007 : Ishiguro Aya no 3 Biki no Kobuta Shokudô (石黒彩の3びきのこぶた食堂?)